# Ulrich Müller (Abt)

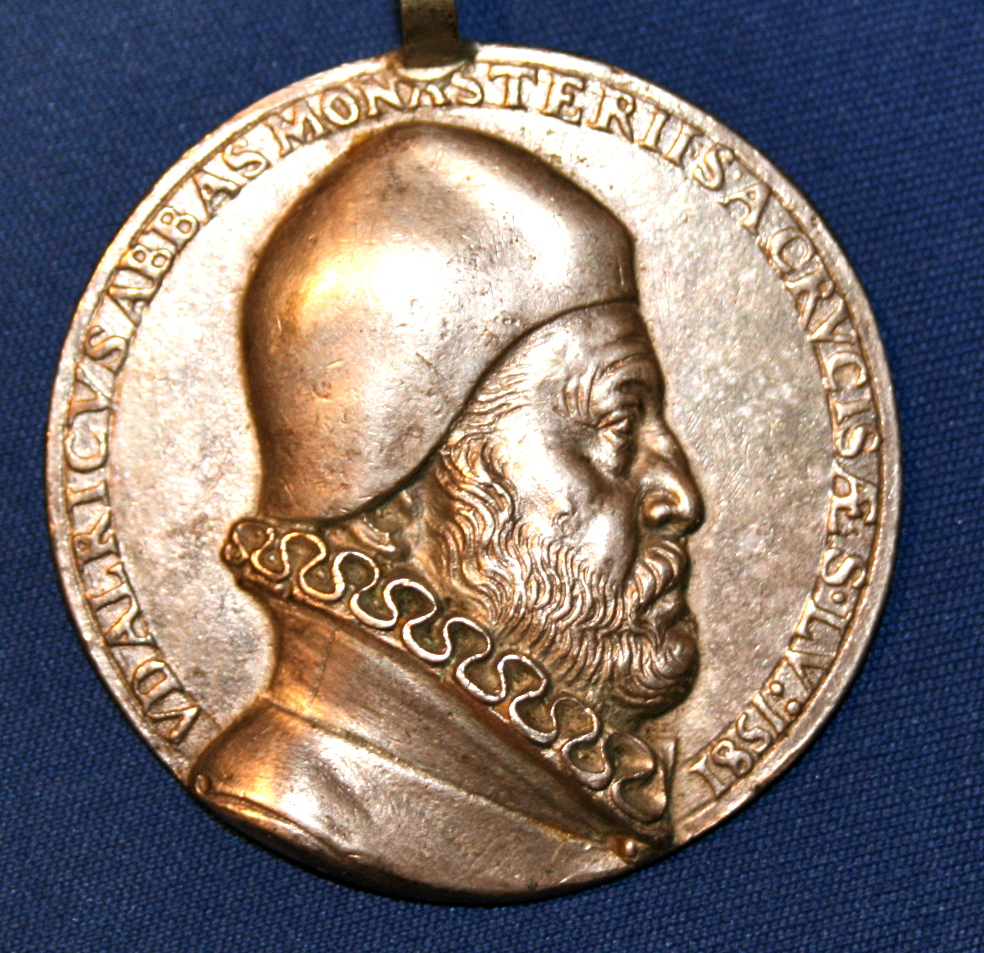
Abt Ulrich Molitor auf einer 1581 geprägten Münze

Ulrich Müller OCist, latinisiert Udalricus Molitor, (* 1526 in Überlingen; † 24. April 1584) war ein deutsch-österreichischer Priestermönch. Er war von 1558 bis 1584 Abt des Zisterzienserstiftes Heiligenkreuz.

## Leben
Er wurde am Bodensee geboren und trat 1548  ins Heiligenkreuzer Noviziat ein. Im Jahr 1555 wird er bereits als Prior genannt, im Jahr 1558 wurde er Koadjutor des Abtes Konrad II. Im selben Jahr starb Konrad und Ulrich, der als Müller und Molitor zeichnete, gelangte zur Abtswürde.
In den 40 Jahren vor seinem Amtsantritt hatte es in Heiligenkreuz bereits vier Äbte aus Schwaben gegeben, und nach ihm folgte ein weiterer, Johannes Rueff aus Tübingen. In dieser Epoche erlebte der Konvent den Umbruch in das Zeitalter der Pfarrseelsorge: "Aus Mönchen werden Pfarrer." Gründe dafür waren die Spaltung der Christenheit und der Schwund an Weltpriestern. Folglich wurden die Grundherrschaften Alland, Münchendorf, Niedersulz, Winden, Mönchhof, Gaaden, Podersdorf, und Trumau dem Stift als Pfarreien inkorporiert.
Zu Müllers Zeit hatten zwei Drittel der Heiligenkreuzer Mönche ihren Wohnsitz außerhalb des Klosters; in der Klausur lebten nur der Abt, zwei Priestermönche und vier Konversen. Es gab wiederholt Gewalt gegen das Kloster von den Neeudeggern auf Wildegg und den Wolzogen auf Neuhaus.